# Frenreisz Károly
Frenreisz Károly (Budapest, 1946. november 8. –) Kossuth-díjas magyar rockzenész, zeneszerző.

## Pályafutása
Először zongorázni tanult, ezután klarinéton és szaxofonon tanult meg játszani, majd legutoljára basszusgitáron. 1965-67-ig zenélt a Metróban, majd külföldön vendéglátózott, 1968-1971 között ismét a Metró együttes tagja. Legismertebb száma a Citromízű banán. Jelentős szerepe volt abban, hogy a Metró a hatvanas évek végén a korszak legmodernebb zenei irányzataival kísérletezett.
1971-ben alapító tagja volt a Locomotiv GT-nek, melynek 1973 januárjáig basszusgitárosa, fúvósa, énekese. Ma már elfeledett tény, hogy Frenreisz ötlete volt a zenekar létrehozása, ő írta meg a Locomotiv GT első slágereit (Boldog vagyok, Érints meg), és az ő egyik dala kapcsán kapta első nemzetközi fesztiválmeghívását a zenekar. 
1973-ban alapította meg a Skorpiót, amely a mai napig kisebb-nagyobb megszakításokkal aktív. Ő a frontembere és a zenekarvezetője is az együttesnek. Kétszer lett az év basszusgitárosa, 1974-ben és 1981-ben.
Az 1980-as években az Omega és az Edda tagjaival összefogva részt vett a hang- és fénytechnikai szolgáltatásokat nyújtó Omega GMK létrehozásában. A céget több átalakulás és a többi alapító kiszállása után jelenleg is működteti Omega Sound & Light néven.
2006-ban a SYMA csarnokban tartott koncerttel ünnepelte 60. születésnapját pályafutásának zenekarai, a Skorpió, a Metro és az – elhunyt Barta Tamást leszámítva – eredeti felállású LGT közreműködésével.
2016 és 2018 között az Eurovíziós Dalfesztivál magyarországi előválogatójának egyik zsűritagja volt.
2022-től a Csináljuk a fesztivált! nyolcadik és kilencedik évadának egyik zsűritagja volt.

## Elismerések
- Budapest díszpolgára (2012)

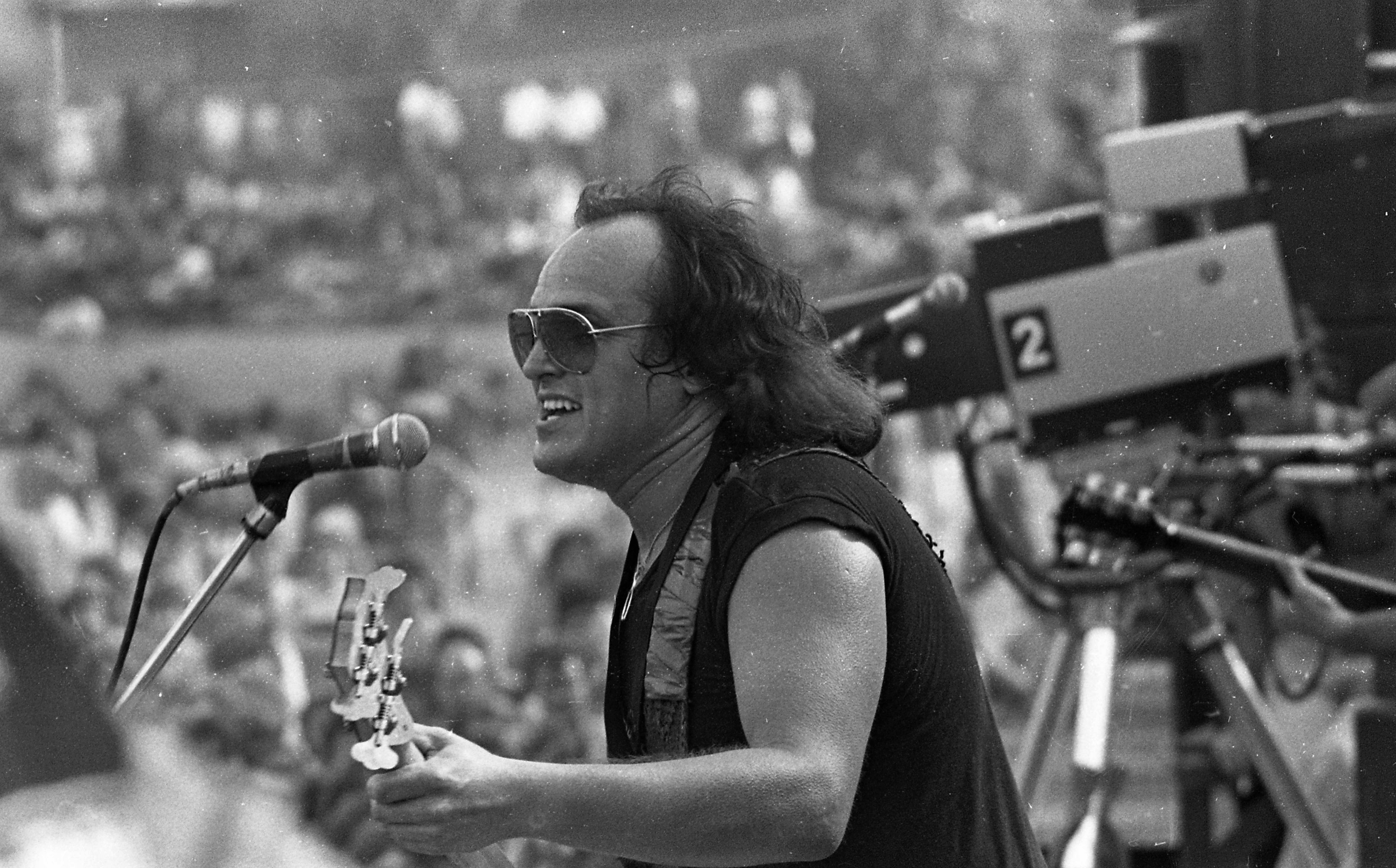
Népkerti pálya, Jubileumi Rockfesztivál, Freinreisz Károly, Skorpió együttes (1983)

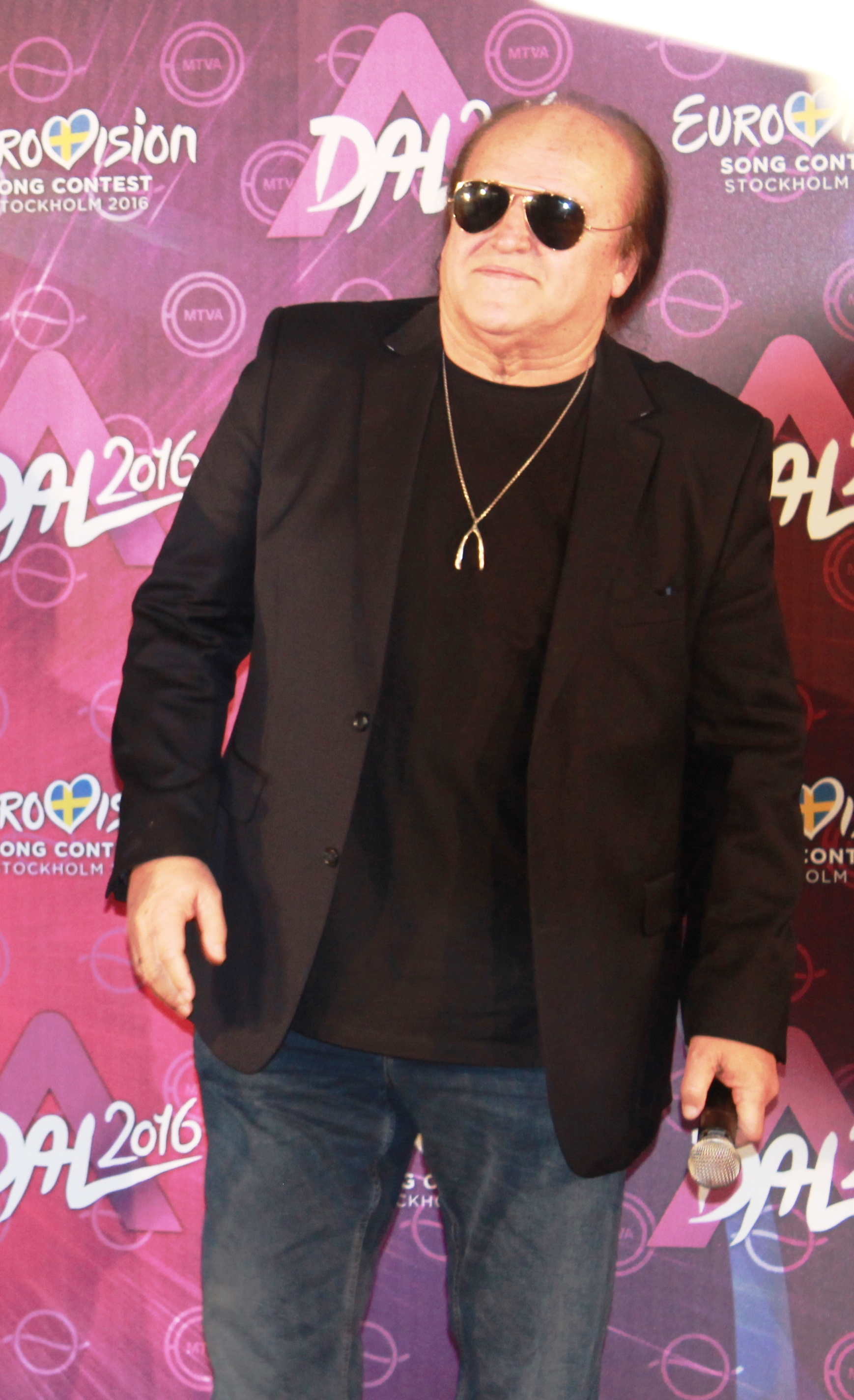
Frenreisz Károly 2015-ben

- A Magyar Érdemrend tisztikeresztje (2015)
- Fonogram Életműdíj (2016)
- Kossuth-díj (2017)
- Ferencváros díszpolgára (2021)

## Diszkográfia

### Metro
- Metro (1969)
- Egy este a Metro Klubban… (1970)
- Metro koncert (1992)
- A Metro együttes összes felvétele (1992, gyűjteményes kiadás)
- Gyémánt és arany (2000, válogatás kislemezekből és ritkaságokból)

### LGT
- Locomotiv GT (1971)
- Ringasd el magad (1972)
- Búcsúkoncert (1992) – az Ő még csak 14 című dalban közreműködik

### Skorpió
- A rohanás (1974)
- Ünnepnap (1976)
- Kelj fel! (1977)
- Gyere velem! (1978)
- The Run (svédországi kiadás, angol nyelven, 1978)
- Új! Skorpió (1980)
- Zene tíz húrra és egy dobosra (1981)
- Aranyalbum 1973–1983 (1983)
- Azt beszéli már az egész város (1985)
- A show megy tovább (1993)
- Skorpió ’73-’93 Aranyalbum (1993)

## Jelentősebb zenésztársai
- Barta Tamás (Locomotiv GT)
- Brunner Győző (Metro)
- Fekete Gábor (Skorpió)
- Fogarasi János (Metro)
- Laux József (Locomotiv GT)
- Németh Gábor (Skorpió)
- Pálvölgyi Géza (Skorpió)
- Papp Gyula (Skorpió)
- Papp Tamás (/Új/ Skorpió)
- Presser Gábor (Locomotiv GT)
- Schöck Ottó (Metro)
- Sztevanovity Dusán (Metro)
- Sztevanovity Zorán (Metro)
- Szűcs Antal Gábor (Skorpió)
- Tátrai Tibor (Új Skorpió)

## Filmszerepek
- Mélyrétegben (1967) Kerpán Ferenc
- A nagy generáció (1985)
- A három testőr Afrikában (1996) zenész
- Tea (tévésorozat, 2002–2003) Páncél Béla
- Magyar vándor (2004) viking
- Valami Amerika (2023) önmaga
- Szenvedélyes nők (2025)

## Filmzenék
- Csak semmi pánik (1982)
- Az elvarázsolt dollár (1985)
- Hamis a baba (1991)
- A három testőr Afrikában (1996)
- Zsaruvér és Csigavér I.: A királyné nyakéke (2001)
- Zsaruvér és Csigavér II.: Több tonna kámfor (2002)

## Magánélete
Két bátyja két kiváló színművész: Latinovits Zoltán, aki anyai ágon a féltestvére, Bujtor István, aki édestestvére volt. Anyai nagyapja Gundel Károly, anyai nagyapai dédapja Gundel János vendéglős.
Első felesége Lajkovits Ági manöken volt. Második házasságában él, felesége Anja. Gyermekei Zoltán, Zsófia és Vanessza. Fia révén öt unokája, Zsófi lánya révén két unokája van. Menye Epres Judit modell.

## Származása
| Frenreisz Károly (Budapest, 1946. nov. 8.) zenész | Apja: Frenreisz István (Budapest, 1907. máj. 27.– Budapest, 1982. október 23.) kórházi főorvos | Apai nagyapja: Frenreisz Ferenc (Pest, 1873. febr. 7.– Budapest, 1916. júl. 5.) főorvos, népfölkelő honvéd ezredorvos | Apai nagyapai dédapja: Frenreisz István (1840 körül – Budapest, 1909. jún. 13.) a budapesti királyi ítélőtábla tanácselnöke |
| Frenreisz Károly (Budapest, 1946. nov. 8.) zenész | Apja: Frenreisz István (Budapest, 1907. máj. 27.– Budapest, 1982. október 23.) kórházi főorvos | Apai nagyapja: Frenreisz Ferenc (Pest, 1873. febr. 7.– Budapest, 1916. júl. 5.) főorvos, népfölkelő honvéd ezredorvos | Apai nagyapai dédanyja: Bujtor Etelka Anna (Budapest, 1846. júl. 12. – Budapest, 1923. nov. 11.)                            |
| Frenreisz Károly (Budapest, 1946. nov. 8.) zenész | Apja: Frenreisz István (Budapest, 1907. máj. 27.– Budapest, 1982. október 23.) kórházi főorvos | Apai nagyanyja: Virava Lujza (Budapest, 1880. júl. 31.– Budapest, Ferencváros, 1944. feb. 2.)                         | Apai nagyanyai dédapja: Virava József (1836– Budapest, Ferencváros, 1914. jan. 10.) ügyvéd, országgyűlési képviselő         |
| Frenreisz Károly (Budapest, 1946. nov. 8.) zenész | Apja: Frenreisz István (Budapest, 1907. máj. 27.– Budapest, 1982. október 23.) kórházi főorvos | Apai nagyanyja: Virava Lujza (Budapest, 1880. júl. 31.– Budapest, Ferencváros, 1944. feb. 2.)                         | Apai nagyanyai dédanyja: Simon Zsófia                                                                                       |
| Frenreisz Károly (Budapest, 1946. nov. 8.) zenész | Anyja: Gundel Katalin (Budapest, 1910. máj. 2.– Balatonszemes, 2010. jún.)                     | Anyai nagyapja: Gundel Károly (Budapest, 1883. szept. 23.– Budapest, 1956. nov. 28.) vendéglős                        | Anyai nagyapai dédapja: Gundel János (Ansbach, 1844. márc. 3.– Budapest, 1915. dec. 28.) vendéglős                          |
| Frenreisz Károly (Budapest, 1946. nov. 8.) zenész | Anyja: Gundel Katalin (Budapest, 1910. máj. 2.– Balatonszemes, 2010. jún.)                     | Anyai nagyapja: Gundel Károly (Budapest, 1883. szept. 23.– Budapest, 1956. nov. 28.) vendéglős                        | Anyai nagyapai dédanyja: Kommer Anna (Pest-Buda, 1851. dec. 24.– Budapest, 1920. dec. 12.)                                  |
| Frenreisz Károly (Budapest, 1946. nov. 8.) zenész | Anyja: Gundel Katalin (Budapest, 1910. máj. 2.– Balatonszemes, 2010. jún.)                     | Anyai nagyanyja: Blasutigh Margit (Veszprém, 1885. máj. 30.– Budapest, 1961. júl. 5.)                                 | Anyai nagyanyai dédapja: Blasutigh Mátyás (San Pietro al Natisone, 1840.– Budapest, ?) kereskedő                            |
| Frenreisz Károly (Budapest, 1946. nov. 8.) zenész | Anyja: Gundel Katalin (Budapest, 1910. máj. 2.– Balatonszemes, 2010. jún.)                     | Anyai nagyanyja: Blasutigh Margit (Veszprém, 1885. máj. 30.– Budapest, 1961. júl. 5.)                                 | Anyai nagyanyai dédanyja: Gerlits Ilona (Veszprém, 1851.– Gölle, 1919.)                                                     |